# ورشة حارتنا
ورشة حارتنا مسلسل عراقي تعليمي أنتج سنة 1997 من تأليف عدي رشيد وإخراج الفنان كارلو هارتيون والإشراف العام على المسلسل فيصل الياسري، ويتقاسم بطولته بهجت الجبوري وليلى محمد وجلال كامل. مدير تصوير العمل رفعت عبد الحميد ومدير الإضاءة أحمد علي والمونتاج حيدر الياسري، الموسيقى التصويرية وألحان الأغاني سهيل شوقي.

## قصة العمل
ورشة حارتنا مسلسل تربوي وتعليمي موجه للصغار والكبار. يُعَرّف المُشاهد بالكثير من المهن والحرف الشعبية مثل الفلاحة وصناعة العود الموسيقي والمسلسل يتخلله 30 أغنية عن المهن والحرف المتنوعة قام بكتابتها مجموعة من الشعراء ولحنها سهيل شوقي .

## الممثلون
- بهجت الجبوري
- ليلى محمد
- جلال كامل
- عبد الستار البصري
- فارس عجام
- عز الدين طابو

## وصلات خارجية
- ورشة حارتنا في قاعدة بيانات الأفلام العربية